# 佘山岛
佘山岛，位于上海市东部长江口外，崇明岛以东35公里，吴淞口东侧75公里，岛屿呈椭圆状，东西向展布，东西长500米，南北宽200米，周长1.5公里，面积0.037平方公里，最高海拔71米。佘山岛为基岩岛，山顶平坦，山坡南缓北陡。岛岸悬崖峭壁，岛周海潮湍急，岩石裸露。曾名茶山、茶花岛，又名蛇山，1986年9月2日定名佘山岛。属上海市崇明县境域，岛上设码头、灯塔、气象站，其中灯塔建于1871年，属东海航海保障中心上海航标处管理。岛上无淡水，无居民。有中国人民解放军海军驻守，1950年12月，经华东海军批准，在岛上组建华东海军观察通信站，被誉为“上海第一哨”。在位于佘山岛半山腰处的驻岛部队综合楼顶部，建造有直升飞机停机坪。岛上修有一小水库，并有海水淡化机，码头有运输物品上山的卷扬机。2005年11月1日，驻沪海军在上海城乡建设和管理委员会的协助下，在佘山岛树立起中华人民共和国领海基点界石，同时也是上海市境内唯一一个领海基点。